# Glossadelphus borneensis
Glossadelphus borneensis är en bladmossart som beskrevs av Brotherus 1925. Glossadelphus borneensis ingår i släktet Glossadelphus och familjen Hypnaceae. Inga underarter finns listade i Catalogue of Life.